# Kamienica Gdańska 86 w Bydgoszczy
Kamienica Gdańska 86 w Bydgoszczy – kamienica położona w Bydgoszczy przy ul. Gdańskiej 86.

## Położenie
Budynek stoi we wschodniej pierzei ul. Gdańskiej, między ul. Zamoyskiego a Chodkiewicza.

## Charakterystyka
Kamienicę wzniesiono w latach 1887–1888 dla handlarza drewnem Hugona Hechta, według projektu budowniczego Józefa Święcickiego.
Otwiera ona ciąg sześciu bliskich stylowo budynków, położonych we wschodniej pierzei ul. Gdańskiej powstających corocznie w latach 80. i 90. XIX wieku z inicjatywy Hugo Hechta, a projektowanych przez Józefa Święcickiego.
Dom bezpośrednio po wybudowaniu został sprzedany nadleśniczemu Hollwegowi, który zainstalował od ulicy kutą, żelazną bramę. Na krótko budynek pozostawał też w posiadaniu właściciela dużej bydgoskiej fabryki mebli Otto Pffeferkorna.
Kamienica posiada eklektyczną fasadę nawiązującą do stylistyki renesansu francuskiego. Dekoracyjną oprawę ceglano-tynkowej elewacji tworzą sztukateryjne płaskorzeźby z przedstawieniami putt i syren.

## Galeria

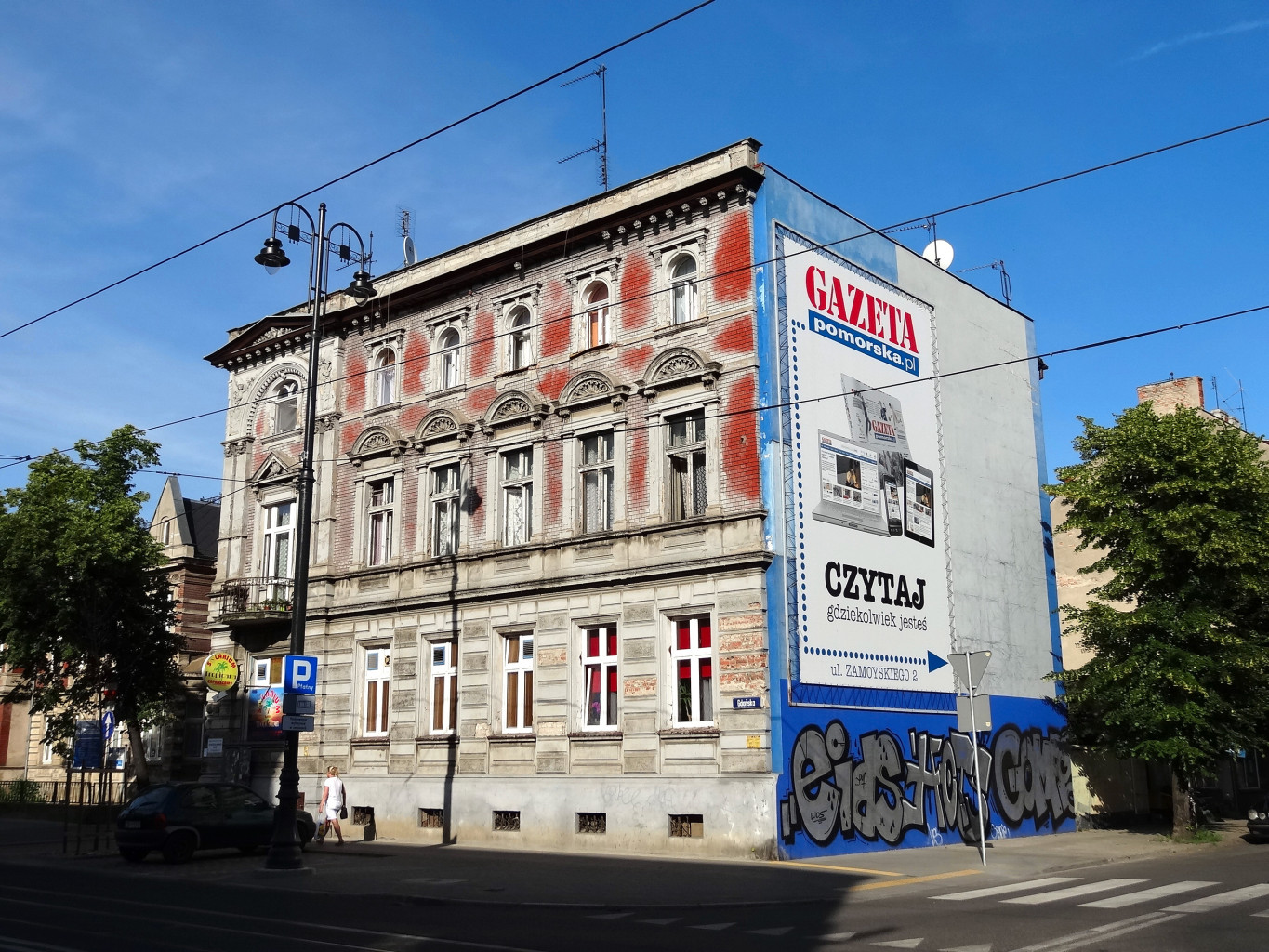
Od ul. Gdańskiej
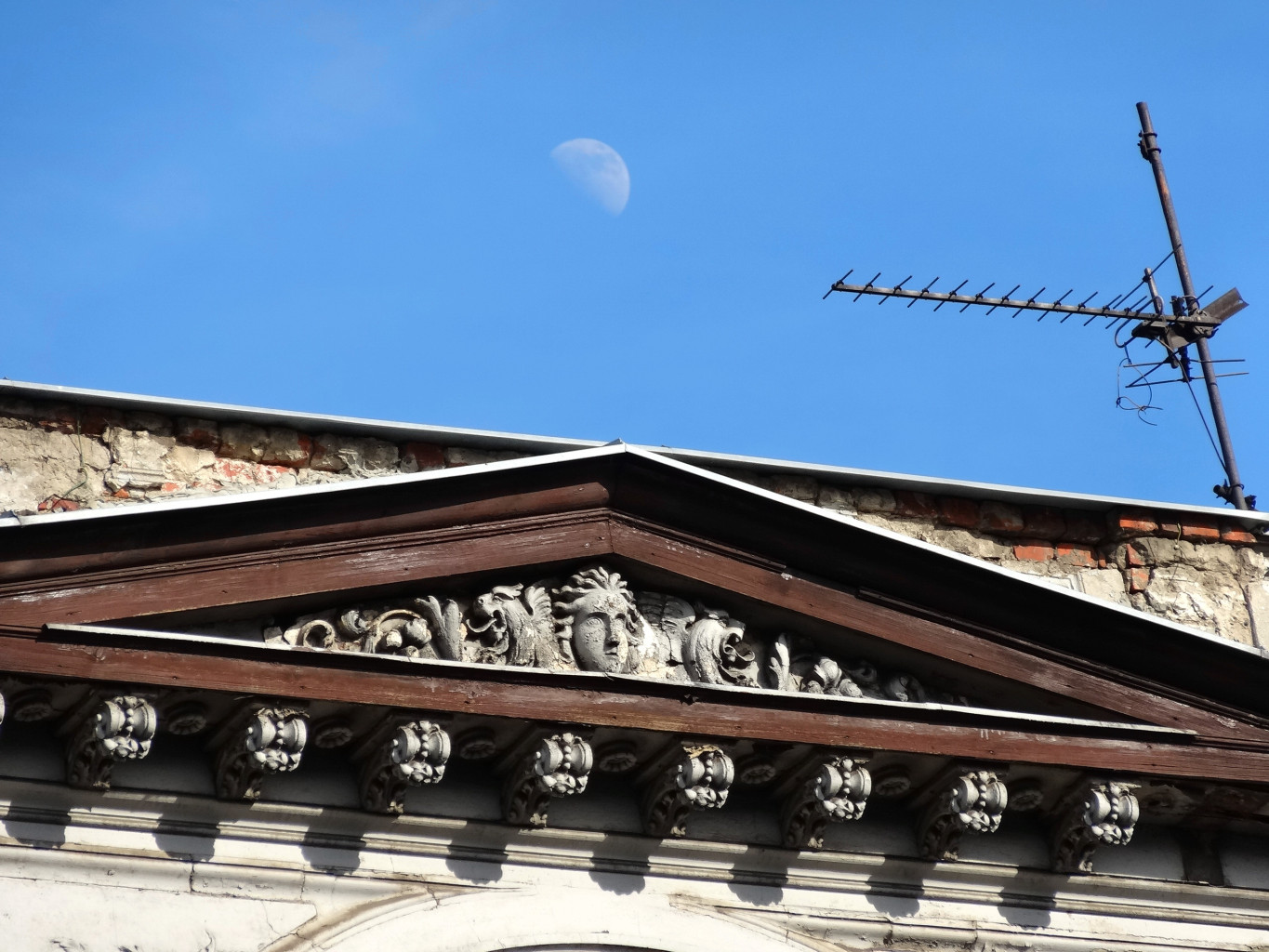
Tympanon